# Keppelsche IJzergieterij

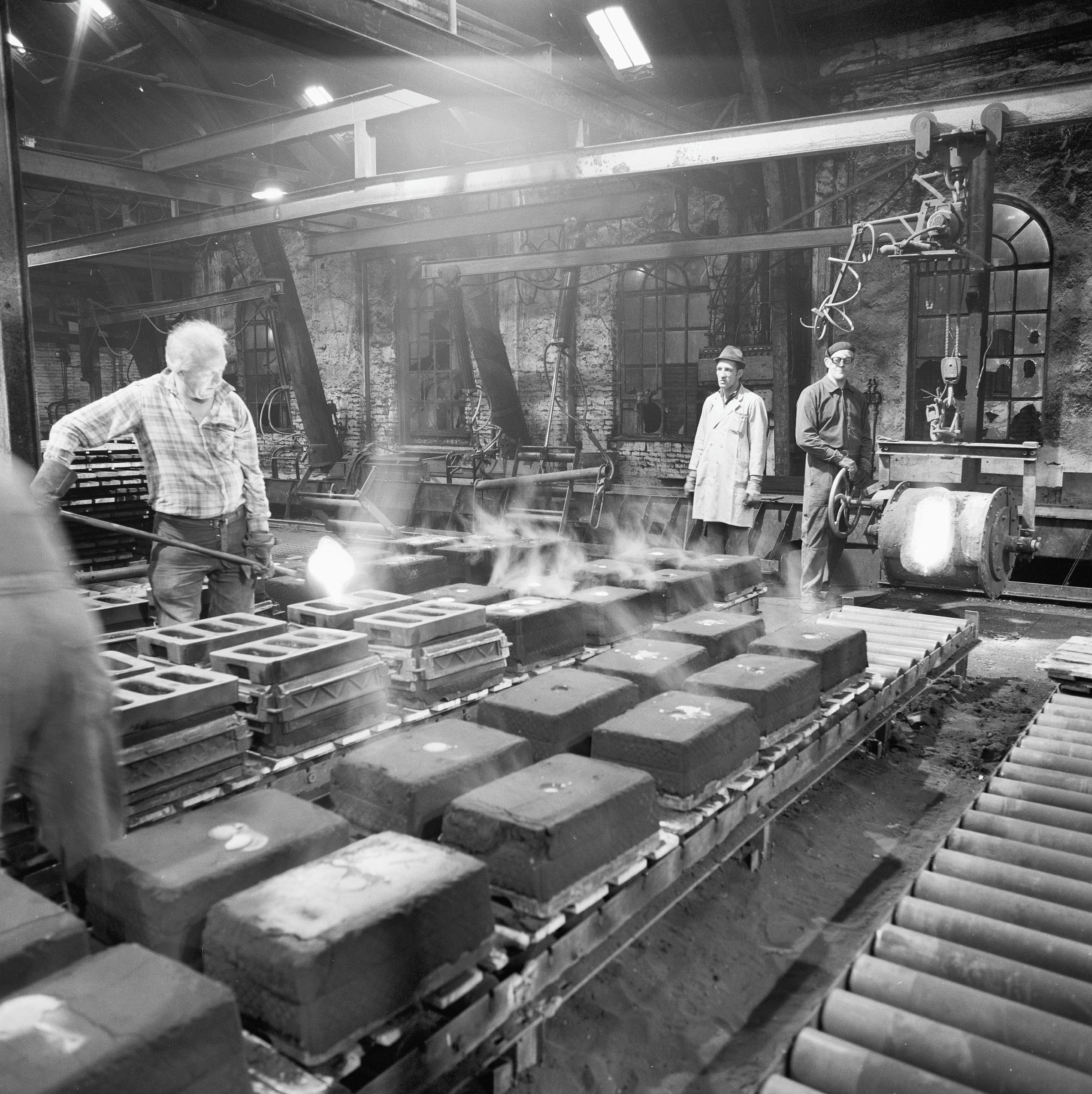
Het gieten van ijzer in de fabriek

De Keppelsche IJzergieterij was een vroeg-industrieel hoogovenbedrijf en ijzergieterij te Laag-Keppel. Het bedrijf heeft bestaan van 1794 tot 1983.

## Geschiedenis

### Beginjaren
Voorloper van dit bedrijf was de Rekhemse IJzermolen. De eigenaren hiervan, Geert Janssen en Willem de Haas, werden belemmerd door beperkingen, opgelegd door de omwonenden. Ze verplaatsten het bedrijf daarom naar Laag-Keppel en bouwden een watermolen op de Oude IJssel. Zij pachtten het recht daartoe van de toenmalige Heer van Keppel, baron Van Pallandt. In het Pagt cedul werd het recht verleend tot het gebruik van het noodige water tot den loop van het rad en oerwas voor een ijzermoolen. Er werd dus nog steeds plaatselijk gewonnen ijzeroer als erts gebruikt.
Nadat de Haas in 1804 en Janssen vóór 1807 overleden werd het bedrijf door de erfgenamen voortgezet, maar in 1816 publiekelijk geveild. Een aantal erfgenamen zette het bedrijf voort. Men betrok de kalk uit Coesfeld. De houtskool kwam nog steeds uit de eigen omgeving. Er werden kachelonderdelen, bommen, kogels, potten, haardplaten en ander ijzerwerk gegoten. De naam van het bedrijf veranderde nog enkele malen, naargelang de eigenaren wisselden, en in 1843 heette het: Van der Horst & Aberson. In 1848 werd, naast de hoogoven, een koepeloven in gebruik genomen en in 1857 volgde een stoommachine. In 1872 werd er 700 ton ijzer gegoten, waarvan de hoogoven 460 ton leverde. 240 ton importijzer werd in de koepeloven gesmolten. Niet lang daarna werd de hoogoven gedoofd. In 1882 gebeurde dit voorgoed. In 1881 werd 792 ton ijzer gegoten. Het aantal werknemers bedroeg 80, maar na het doven van de hoogoven vonden er nog slechts 63 mensen werk.
De stoommachine, die oorspronkelijk slechts was bedoeld als een reservekrachtbron bij lage waterstand, werd in 1906 vervangen door een grotere machine. Omstreeks 1900 werd bovendien een waterturbine geïnstalleerd. Deze werd tevens voor elektriciteitsproductie benut. In 1934 werden de stoommachines door een dieselmotor vervangen. In de jaren 50 van de 20e eeuw werd de Oude IJssel gekanaliseerd en kon de waterturbine niet meer worden gebruikt.
In de jaren 50 van de 19e eeuw werd het bedrijf geprezen om zijn bijdrage aan de Stoffelijke welvaart der Gemeente, maar de zedelijkheid laat te wensen over. In 1858 werd de fabriek in het Gemeenteverslag zelfs als de kweekschool van het kwaad gekwalificeerd, waarna overigens niets meer van het blijkbaar door de fabriek geproduceerde kwaad werd vernomen.
Producten uit deze tijd waren windmolenassen, spoorwielen, vliegwielen, riemschijven, kamraderen, diverse machine-onderdelen, kookpotten, braadpannen, ketels, voederbakken, vloerrosters, voetschrapers, haardstellen, schoorsteenschuiven, komforen, strijkijzers. Ook andere, soms kunstzinnig vormgegeven, voorwerpen zoals tuinmeubelen, kon men aantreffen. Ook zuilen, dakramen en -goten, lantaarnpalen en bankpoten behoorden tot het assortiment.

### Naamloze Vennootschap
In 1902 werd het familiebedrijf omgezet in de NV Keppelsche IJzergieterij v/h Van der Horst en Aberson. Weliswaar vonden er een aantal investeringen plaats, zoals een vernikkelarij in 1924, maar de productie bleef voornamelijk ambachtelijk. Er werden vooral producten voor de bouw vervaardigd, zoals dakramen, en bovendien roosters, muurankers, kolommen en lantaarnpalen, alsmede haardplaten en bankpoten.

## Ondergang
Na 1945 was een aluminiumsmeltoven een belangrijke investering. Het personeelsbestand nam toe tot ongeveer 100 in 1950. De fabriek had echter een betrekkelijk kleine omvang en men vreesde de concurrentie van kunststof dakramen. Daarom werd een fusiepartner gezocht. Dit werd, in 1963, de Meppeler Machinefabriek, welke de gieterij overnam. Deze machinefabriek bedong een voorkeursbehandeling. Toen het economisch slechter ging kon de Meppeler Machinefabriek goedkoper bij andere gieterijen terecht, waarmee de Keppelsche Gieterij niet alleen haar belangrijkste afnemer verloor; ook de overige klanten waren vaak al naar anderen vertrokken. Men had nog een kunststofafdeling opgericht, die in 1974 verzelfstandigd werd  onder de naam Keppel Kunststoffen en in 1979 naar Doetinchem werd verplaatst.
Men zocht nog een mogelijkheid in siergietwerk, maar er waren te weinig orders en in 1974 en 1976 werd arbeidstijdverkorting aangevraagd. De Nederlandse Herstructureringsmaatschappij (Nehem) was van mening dat 30 van de 58 nog bestaande Nederlandse gieterijen geen toekomst meer hadden. De Keppelsche behoorde daarbij. De Meppelse Machinefabriek wilde de productie in het bedrijf nog als een levend industrieel monument voortzetten, maar een commercieel verantwoorde opzet kwam niet van de grond. In 1980 werd het bedrijf verzelfstandigd en kwam in bezit van de Stichting Keppelsche IJzergieterij. Men wilde nostalgisch gietwerk vervaardigen evenals werken voor restauraties en dergelijke. Tevens zou het bedrijf een museumfunctie krijgen. In 1983 kwam ook hieraan een einde. De gebouwen werden geklasseerd als rijksmonument, maar de inboedel werd in 1984 verkocht. In 1988 werden ook de gebouwen gesloopt. Enkele cultuurhistorisch belangwekkende onderdelen werden door het Nederlands Openluchtmuseum overgenomen en het schoepenrad van de waterturbine werd verwerkt in een monument dat de woonwijk De Keppelsche IJzermolen siert.

## Externe bron
- Giel van Hooff (red.): IJzergieterijen langs de Oude IJssel, 2007, Stichting Gelders Erfgoed, ISBN 978 90 5345 329 2